# Parque Nacional dos Vulcões

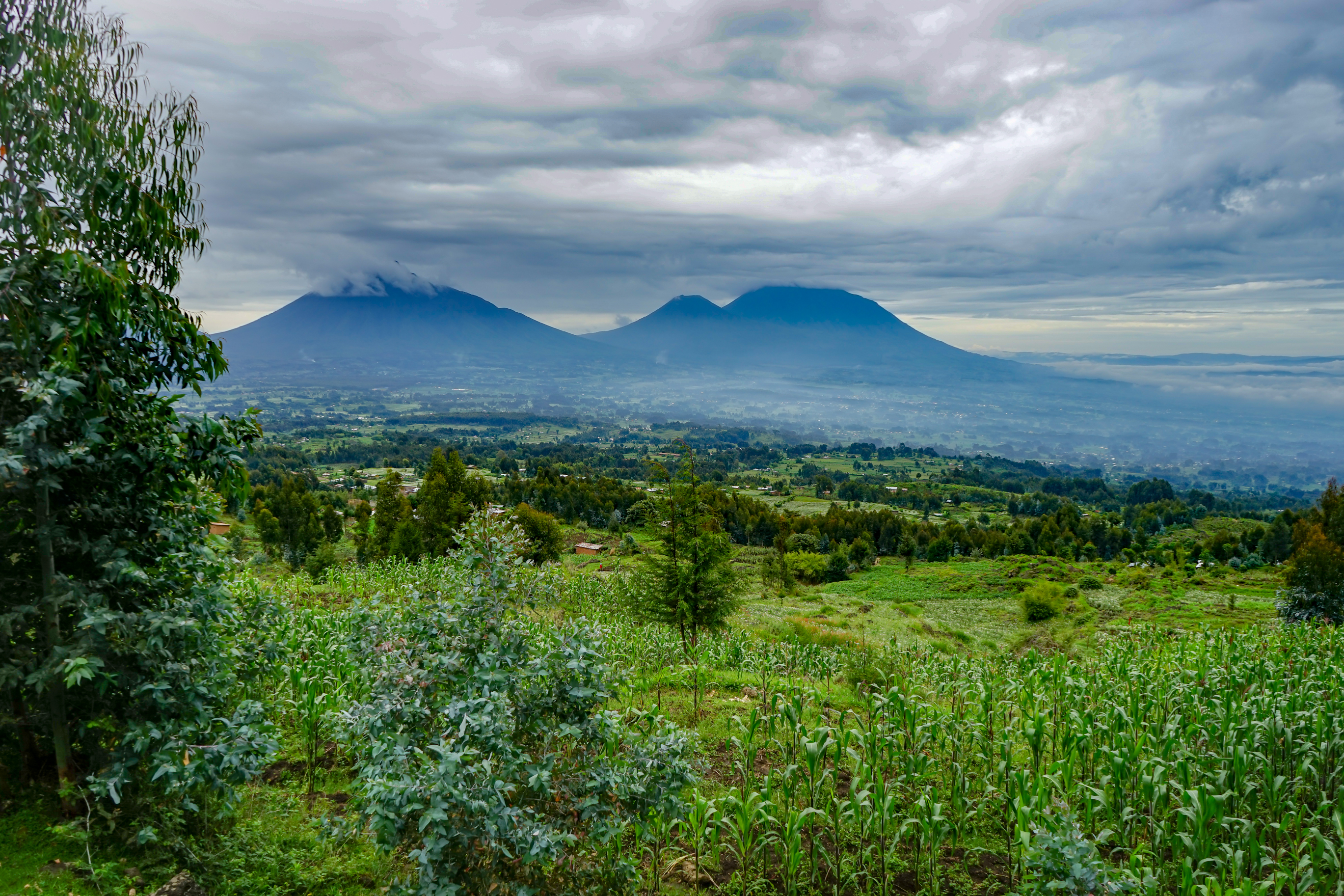
Parque Nacional dos Vulcões, em Ruanda.

O Parque Nacional dos Vulcões é um parque nacional no noroeste de Ruanda. Abrange 160 quilômetros quadrados de floresta tropical e abrange cinco dos oito vulcões nas montanhas de Virunga, a saber Karisimbi, Bisoke, Muhabura, Gahinga e Sabyinyo. Faz fronteira com o Parque Nacional Virunga, na República Democrática do Congo, e o Parque Nacional Mgahinga Gorilla, em Uganda. É o lar do gorila da montanha e do macaco dourado, e foi a base da primatologista Dian Fossey.

## História
O parque foi publicado pela primeira vez em 1925, como uma pequena área delimitada por Karisimbi, Bisoke e Mikeno, destinada a proteger os gorilas dos caçadores furtivos. Foi o primeiro parque nacional a ser criado na África. Posteriormente, em 1929, as fronteiras do parque foram estendidas para Ruanda e Congo Belga, para formar o Parque Nacional Albert, uma enorme área de 8.090 quilômetros quadrados, administrado pelas autoridades coloniais belgas encarregadas de ambas as colônias. Em 1958, 700 hectares do parque foram limpos para um assentamento humano. Entre 1969 e 1973, 1.050 hectares do parque foram limpos para o cultivo de piretro.
Mais tarde, o parque tornou-se a base para a naturalista americana Dian Fossey realizar sua pesquisa sobre os gorilas. Ela chegou em 1967 e criou o Centro de Pesquisa Karisoke entre Karisimbi e Visoke. A partir de então, ela passou a maior parte do tempo no parque, e é amplamente creditada por salvar os gorilas da extinção, levando sua situação à atenção da comunidade internacional. Ela foi assassinada por assaltantes desconhecidos em sua casa em 1985, um crime frequentemente atribuído aos caçadores furtivos com quem passara a vida lutando. A vida de Fossey mais tarde foi retratada na tela grande do filme Gorillas in the Mist, em homenagem a sua autobiografia. Ela está enterrada no parque em uma cova perto do centro de pesquisa e entre os gorilas que se tornaram sua vida.
O Parque Nacional dos Vulcões tornou-se um campo de batalha durante a Guerra Civil de Ruanda, com a sede do parque sendo atacada em 1992. O centro de pesquisa foi abandonado e todas as atividades turísticas (incluindo a visita aos gorilas) foram interrompidas. Eles não foram retomados novamente até 1999, quando a área foi considerada segura e sob controle. Ocorreram infiltrações ocasionais por rebeldes ruandeses das Forças Democráticas para a Libertação de Ruanda nos anos seguintes, mas estas são sempre interrompidas rapidamente pelo exército de Ruanda e acredita-se que não haja ameaça ao turismo no parque.

## Flora e Fauna

### Flora
A vegetação varia consideravelmente devido à grande amplitude altitudinal dentro do parque. Existe uma floresta de baixa altitude (agora perdida principalmente para a agricultura). Entre 2400 e 2500 metros, existe a floresta de Neoboutonia. De 2500 a 3200 metros de floresta de Arundinaria alpina (bambu), cobrindo cerca de 30% da área do parque. De 2600 a 3600 metros, principalmente nas encostas mais úmidas do sul e oeste, fica a floresta Hagenia-Hypericum, que cobre cerca de 30% do parque. Esta é uma das maiores florestas de Hagenia abyssinica. A vegetação de 3500 a 4200 metros é caracterizada por Lobelia wollastonii, L. lanurensis e Senecio erici-rosenii e cobre cerca de 25% do parque. De 4300 a 4500 metros ocorre pastagem. Também ocorrem matagais secundários, prados, pântanos, pântanos e pequenos lagos, mas sua área total é relativamente pequena.

### Fauna

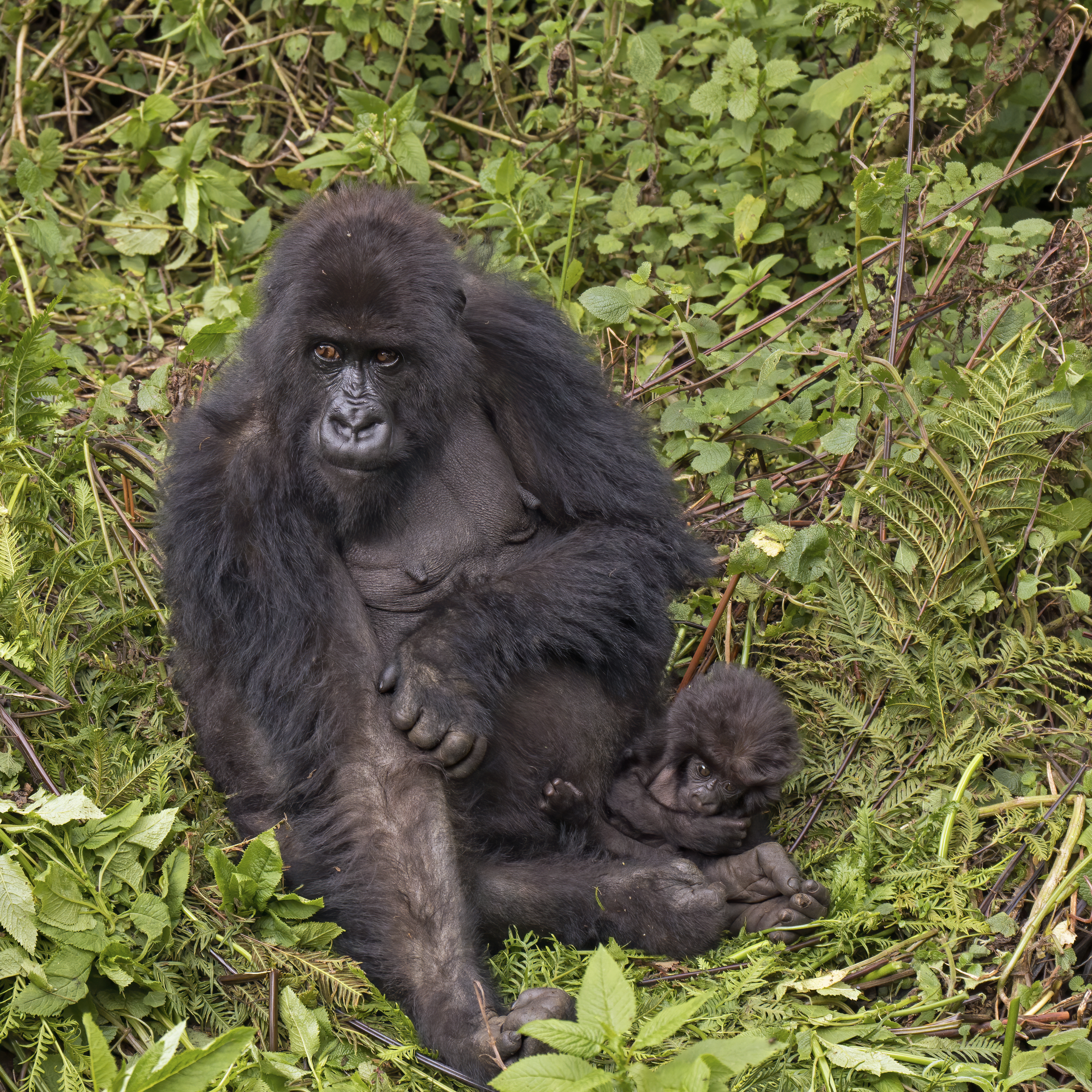
Gorila da Montanha

O parque é mais conhecido pelo gorila da montanha (Gorilla beringei beringei). Outros mamíferos incluem: macaco dourado (Cercopithecus mitis kandti), Cephalophus niger, búfalo (Syncerus caffer), hiena-malhada (Crocuta crocuta) e Tragelaphus scriptus. A população de Tragelaphus scriptus é estimada em 1760 a 7040 animais. Também há relatos de alguns elefantes no parque, embora estes agora sejam muito raros. Existem 178 espécies de aves registradas, com pelo menos 13 espécies e 16 subespécies endêmicas das montanhas Virunga e Ruwenzori.

## Turismo
O Conselho de Desenvolvimento de Ruanda (RDB) realiza várias atividades para turistas, incluindo: 
- Visitas de gorilas - em janeiro de 2015, existem dez grupos de gorilas habituados abertos a turistas, permitindo um total de 80 permissões por dia. Cada licença custa US $ 1500.  Os turistas se reúnem na sede do parque às 7:00 para um briefing antes da visita. Uma vez que os turistas encontram os gorilas, passam uma hora com eles.
- Visitas de macaco dourado.
- Escalada do vulcão Karisimbi - esta é uma caminhada de dois dias com acampamento noturno a uma altitude de 3.800 m.
- Escalada do vulcão Bisoke - um dia.
- Passeio pelos lagos e cavernas.
- Visita ao túmulo de Dian Fossey.
- Excursão pela vila cultural de Iby'Iwacu

A maior parte da receita do turismo é destinada à manutenção do parque e à conservação da vida selvagem. O restante vai para o governo e (cerca de 10%)   para projetos locais na área para ajudar a população local a se beneficiarem do grande fluxo de receita gerado pelo parque.